# Latinská rčení, G

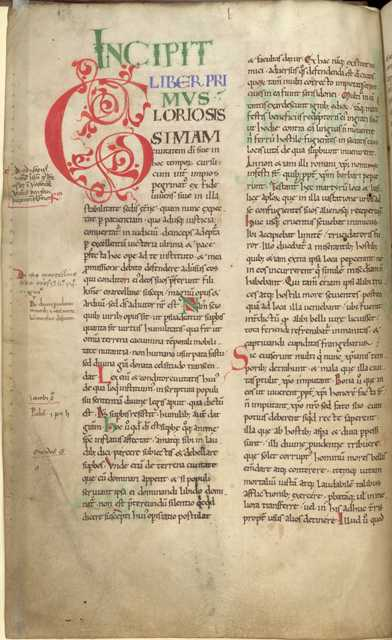
Iniciála G (12. století)

V tomto článku jsou uvedena některá známá latinská rčení, začínající písmenem G.
Latina měla na evropskou kulturu hluboký a dlouho trvající vliv. Od římské antiky přes křesťanství a humanismus až do 18. století byla její znalost u vzdělaných lidí samozřejmostí. V některých oborech se s latinskými názvy stále pracuje, užívají se různé obraty a ve starší literatuře se najde množství latinských citátů. Protože latinských obratů, rčení a přísloví je mnoho, je seznam vybraných seřazen podle abecedy a rozdělen podle počátečních písmen do samostatných článků.
A
B
C
D
E
F
G
H
I
L
M
N
O
P
Q
R
S
T
U
V

## G
- Gallina cecinit – „slepice zakokrhala“ (špatné znamení) (Terentius, Formio 708)
- Gallinae filius albae – „syn bílé slepice“, miláček Štěstěny
- Gallo canente spes reddit. – „Za kohoutího zpěvu se vrací naděje“, po přestálé noci
- Gallus in suo sterquilinio plurimum potest. – „Na svém dvorku si kohout může hodně dovolit“; Seneca posměšně o císaři Claudiovi
- Gallia est omnis divisa in partes tres. – „Celá Gallie se dělí na tři části“ (první věta Césarových Zápisků o válce gallské)
- Gallia Rebellis – „vzbouřenecká Gallie“
- Gaude sorte tua - "raduj se ze svého osudu" (Horatius, Epódy 14,15)
- Gaudeamus igitur – „Radujme se tedy / dokud jsme mladí“, studentská píseň
- Gaudebis minus et minus dolebis - "Méně se raduj a budeš i méně trpět" (Martialis, Epigramy 12,34)
- Gaudia principium nostri sunt saepe doloris - "Z radostí často vznikají naše bolesti" (Ovidius, Proměny 7, 796)
- Gaudium labores acti – „radost z vykonané práce“
- Generalibus specialia derogant – „Obecná ustanovení se ruší zvláštními“
- Generatio aequivoca – „spontánní vznik živého“
- Genius loci – „ochranný duch místa“, později přeneseně: jeho zvláštnost, charakter
- Genus hominum compositum est ex corpore et anima. – „Lidský rod se skládá z duše a těla“
- Genus irritabile vatum – „Popudlivé plémě básníků“ (Horatius, Listy 2.2.102)
- Gladiator in arena capit consilium. – „Gladiátor se rozhoduje v aréně“, až na místě
- Gladium dedisti, quo se occideret. – „Dal jsi (mu) meč, kterým se může zabít“
- Glebae adscriptus - "připoutaný k hroudě", o kolónech a nevolnících
- Gloria crocodilus. – „Sláva je jako krokodýl“: když za ní člověk jde, uniká mu, když před ní utíká, dostihne ho
- Gloria in excelsis Deo. – „Sláva na výsostech Bohu“, andělský zpěv v Betlémě (Lk 2)
- Gloria victoria – „Sláva a vítězství“
- Gloria virtutem tamquam umbra sequitur. – „Sláva sleduje ctnost jako stín“
- Gloriosus et liber – „slavná a svobodná“, heslo kanadské provincie Manitoba
- Gradus ad Parnassum – „Stupně k Parnassu“, sídlu Múz
- Graeca sunt, non leguntur. – „To je řecky, nedá se přečíst“
- Graecia capta ferum victorem cepit et artes / intulit agresti Latio – „Poražené Řecko chytilo divého vítěze a do venkovského Latia přineslo umění“ (Horatius, Listy)
- Grammatica loquitur, Dialectica vera docet, Rhetorica verba colorat, Musica canit, Arithmetica numerat, Geometria ponderat, Astronomia docet astra – „Gramatika mluví, dialektika učí pravdě, rétorika dádá slovům barvu. hudba zpívá, aritmetika počítá, geometrie zvažuje, astronomie učí o hvězdách“, mnemotechnický verš o Sedmi svobodných uměních
- Grammatici certant, adhuc sub iudice lis est. – „Učenci se přou, ale spor je ještě u soudce“; věc není ještě rozhodnuta
- Gratia supponit naturam. – „Milost (Boží) předpokládá (lidskou) přirozenost“ (Bonaventura)
- Gratia gratiam parit. – „Milost plodí milost“ (Tomáš Akvinský)
- Gratis – „za poděkování“, zdarma
- Grosso modo – „Zhruba“, přibližně
- Gutta cavat lapidem, consumitur anulus usu. – „Kapka vyhlodá kámen a prsten se nošením opotřebuje“ (Ovidius)
- Gutta cavat lapidem, non vi sed saepe cadendo. – „Kapka vyhloubí kámen ne silou, ale že často padá“
- Gutta fortunae prae dolio sapientiae. – „Kapka štěstí je víc než sud moudrosti“
- Guttam alicui aspergere – „někoho svlažit kapkou“, dát mu maličkost